# Приймівщина
При́ймівщина — село в Україні, у Новооржицькій селищній громаді Лубенського району Полтавської області. Населення становить 175 осіб. Колишній орган місцевого самоврядування — Воронинцівська сільська рада.

## Географія
Село Приймівщина знаходиться на правому березі річки Сліпорід, вище за течією примикає село Котляревське, нижче за течією на відстані 1 км розташоване село Сліпорід, на протилежному березі - село Новоселівка.

## Історія
Біля села знаходився хутір Андрія Прийми, який його одержав у спадок від свого батька — сотника Семена Прийми. Згодом їх хутір назвали Приймівщина. Рід Прийми мав власність на хуторі аж до радянського розкуркулення.
12 червня 2020 року, відповідно до розпорядження Кабінету Міністрів України № 721-р «Про визначення адміністративних центрів та затвердження територій територіальних громад Полтавської області», село увійшло до складу Новооржицької селищної громади.
19 липня 2020 року, в результаті адміністративно - територіальної реформи та ліквідації Оржицького району, село увійшло до складу новоутвореного Лубенського району.

## Особистості
- Микиша Тарас Михайлович (*2 лютого 1913 — †14 березня 1958) — піаніст-віртуоз, композитор, педагог, перший український лауреат міжнародних конкурсів.